# 2月9日 (旧暦)
旧暦2月9日（きゅうれきにがつここのか）は、旧暦2月の9日目である。六曜は仏滅である。

## できごと
- 天智天皇3年（ユリウス暦664年3月11日） - 「甲子の改革令」発布。26階の新しい冠位を制定
- 永暦元年（ユリウス暦1160年3月18日） - 平治の乱に敗れた源頼朝が、平頼盛の従者・平宗清に捕われる
- 康応元年/元中6年（ユリウス暦1389年3月7日） - 北朝が嘉慶から康応に改元

## 誕生日
- 永享6年（ユリウス暦1434年3月19日） - 足利義勝、室町幕府7代将軍（+ 1443年）
- 天文2年（ユリウス暦1533年3月4日） - 島津義久、武将（+ 1611年）
- 天保5年（グレゴリオ暦1834年3月18日） - 江藤新平、明治維新期の政治家（+ 1874年）
- 弘化2年（グレゴリオ暦1845年3月16日） - 初代梅ヶ谷藤太郎、15代横綱（+ 1928年）
- 安政3年（グレゴリオ暦1856年3月15日） - 原敬、19代首相（+ 1921年）

## 忌日
- 天明6年（グレゴリオ暦1786年3月8日） - 手島堵庵、心学者（* 1718年）